# Партийная организация и партийная литература
«Партийная организация и партийная литература» — статья В. И. Ленина. Впервые была опубликована в газете «Новая жизнь» № 12 от 13 (26) ноября 1905 года под псевдонимом Н. Ленин. В 5-м издании ПСС В. И. Ленина статья приведена в томе 12-м на страницах 99—105.
Известное положение из этой статьи: «Литературное дело должно стать частью общепролетарского дела, „колесиком и винтиком“ одного единого, великого социал-демократического механизма, приводимого в движение всем сознательным авангардом всего рабочего класса».
«Жить в обществе и быть свободным от общества нельзя» — часто цитируемая и широко известная фраза из этой статьи Ленина.
При этом Ленин разграничивает понятие партийности литературы как её неотъемлемого свойства в классовом обществе и партийной литературы как литературы, выражающей взгляды определённой политической организации. Ленин подчеркивает, что именно партийная литература, а не литература вообще должна находиться в «подчинении партийному контролю. Каждый волен писать и говорить все, что ему угодно, без малейших ограничений. Но каждый вольный союз (в том числе партия) волен также прогнать таких членов, которые пользуются фирмой партии для проповеди антипартийных взглядов».